# Kardhan
Kardhan è una suddivisione dell'India, classificata come census town, di 9.579 abitanti, situata nel distretto di Ambala, nello stato federato dell'Haryana. In base al numero di abitanti la città rientra nella classe V (da 5.000 a 9.999 persone).

## Geografia fisica
La città è situata a 30° 19' 17 N e 76° 51' 19 E.

## Società

### Evoluzione demografica
Al censimento del 2001 la popolazione di Kardhan assommava a 9.579 persone, delle quali 5.126 maschi e 4.453 femmine. I bambini di età inferiore o uguale ai sei anni assommavano a 1.218, dei quali 655 maschi e 563 femmine. Infine, coloro che erano in grado di saper almeno leggere e scrivere erano 6.929, dei quali 3.958 maschi e 2.971 femmine.